# Santiago Ixcuintla
Santiago Ixcuintla – miasto w zachodnim Meksyku, w stanie Nayarit. Miasto jest położone na przedgórzu Sierra Madre Zachodnia, około 35 km od wybrzeża Oceanu Spokojnego. W 2005 roku liczyło około 17 tys. mieszkańców.
Nazwa pochodzi z języka Nahuatl od słowa “itzcuintlan” czy “itzcuintle” (pies), oraz “tlan” co można łącznie tłumaczyć jako Miejsce wielu psów (lugar de muchos perros).

## Gmina Santiago Ixcuintla
Miasto i otaczający je obszar stanowią jedną z dwudziestu gmin stanu Neyarit. W 2005 roku liczba mieszkańców gminy wynosiła 84 314 mieszkańców.
Gmina ma głównie charakter rolniczy w której to dziedzinie jest zatrudnionych około 60% ludności. Ponadto mieszkańcy pracują w usługach (24%) i drobnym przemyśle (13%). Uprawiane są najczęściej tytoń, fasola, chili, arbuzy, avocado, banany i kawa. Ponadto na wybrzeżu ludność zajmuje się rybołówstwem.